# Charlotte Mordal
Charlotte Mordal (* 17. März 1988 in Oslo, Norwegen) ist eine ehemalige norwegische Handballspielerin.
Mordal erhielt ab der Saison 2006/07 Einsatzzeiten beim norwegischen Erstligisten Bækkelagets SK. In den darauffolgenden Spielzeiten nahmen ihre Spielanteile bei Bækkelagets SK zu. In der Saison 2008/09 war sie mit 95 Treffern die erfolgreichste Torschützin ihrer Mannschaft, jedoch konnten ihre Tore den Abstieg von Bækkelagets SK nicht verhindern. Anschließend wechselte Mordal zum Erstligisten Nordstrand IF, mit dem sie am EHF-Pokal teilnahm. Ab dem Sommer 2010 lief die Außenspielerin für den französischen Erstligisten Issy Paris Hand auf. Mit Issy gewann sie 2013 den französischen Liga-Pokal. Im selben Jahr stand sie im Finale des Europapokals der Pokalsieger, das der österreichische Verein Hypo Niederösterreich gewann. Bis Mordal im Sommer 2014 schwanger wurde, lief sie für Issy auf.
Mordal gab am 5. Juni 2010 ihr Debüt in der norwegischen Nationalmannschaft. Mordal bestritt 11 Länderspiele, in denen sie 13 Treffer erzielte.